# Aelita (film)
Aelita (în rusă Аэлита) sau Aelita: Regina de pe Marte este un film mut alb-negru științifico-fantastic sovietic din 1924 regizat de Iakov Protazanov. A fost realizat în Studioul de Filme Maxim Gorki din Moscova și se bazează pe romanul cu același nume scris de Alexei Tolstoi. În film interpretează actorii Iulia Solnțeva, Igor Ilinski și Nikolai Batalov.